# Dôme de la Sache
Pour les articles homonymes, voir Saché (homonymie).
Le dôme de la Sache est un sommet de la partie septentrionale du massif de la Vanoise, dans les Alpes françaises, dans le département de la Savoie. Il se situe dans le prolongement sud de la crête partant du mont Pourri.
Son versant sud fait partie de la réserve naturelle nationale de Tignes-Champagny.